# 小地雀
小地雀（学名：Geospiza fuliginosa），是雀形目唐纳雀科的一种鸟类。
小地雀体重约14.5克，翼长约62.8毫米，嘴峰长约12.8毫米，喙宽度约5.8毫米，喙厚度约6.9毫米，跗蹠长约19.5毫米，尾长约36.9毫米。小地雀在其分布区内为留鸟，其栖息在半开放的灌木丛中，食性为草食性，主要食物来源是植物的干果或种子。
小地雀分布于加拉帕戈斯群岛的干旱灌丛。该物种是单型物种，没有亚种分化。